# Mythopoeic Society
De Mythopoeic Society is een internationale literaire organisatie. Zij richt zich op fantasy- en mythische boeken, en vooral de werken van J.R.R. Tolkien, C.S. Lewis en Charles Williams. 
De Mythopoeic Society geeft 3 tijdschriften uit, organiseert jaarlijks een conventie en reikt de jaarlijkse Mythopoeic Awards uit.